# Danny Sullivan
Daniel John Sullivan III (Louisville, Estados Unidos, 9 de marzo de 1950), más conocido como Danny Sullivan, es un piloto de automovilismo estadounidense. Obtuvo 17 victorias en la serie CART, entre ellas las 500 Millas de Indianápolis de 1985, así como 40 podios. Fue campeón de la categoría en 1988, tercero en 1986, cuarto en 1984 y 1985, sexto en 1990, y séptimo en 1989 y 1992.

## Carrera
Se formó en la escuela de pilotaje de Jim Russell, y compitió en Fórmula 2 Europea y Fórmula Atlantic. Su debut en CART fue en Atlanta en 1982, por el equipo Forsythe. Finalizó tercero esa carrera, el mejor resultado para un novato en la historia de ese certamen hasta que Nigel Mansell ganó en su primera carrera en 1993.
En 1983 participó del Campeonato Mundial de Fórmula 1 de 1983 por el equipo Tyrrell. Con dos puntos obtenido al finalizar quinto en el Gran Premio de Mónaco, Sullivan quedó 17º en el campeonato de pilotos. En la Carrera de Campeones de Brands Hatch (no puntuable), Sullivan finalizó en el segundo puesto luego de luchar por la victoria con Keke Rosberg.
En 1984 volvió a la CART, donde ganó tres carreras en Cleveland, Pocono y Sanair para el equipo Shierson. Sumado a dos podios adicionales, Sullivan quedó cuarto en el campeonato.

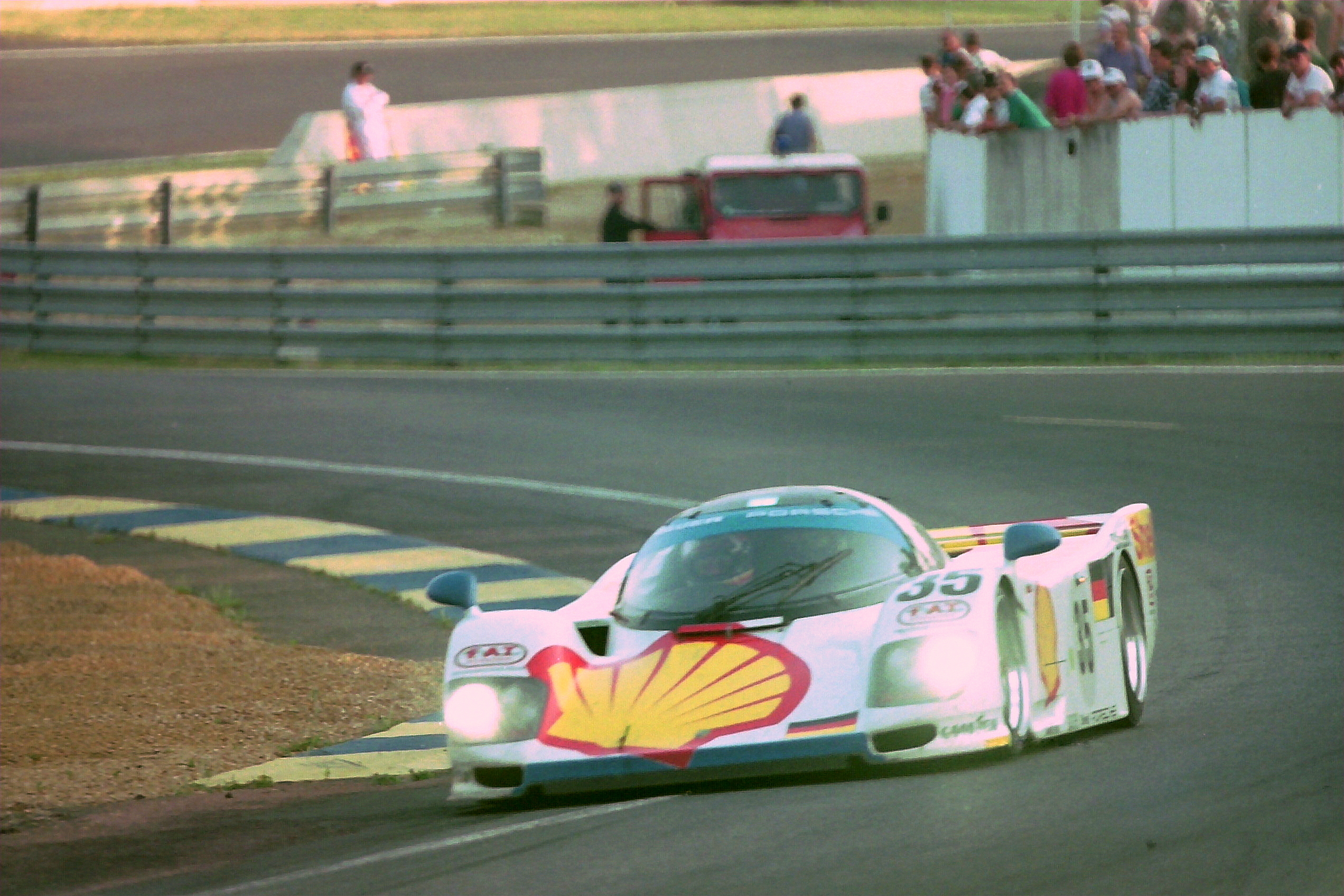
Dauer 962 LM pilotado por Stuck, Boutsen y Sullivan en Le Mans 1994.

Penske contrató a Sullivan para la temporada 1985, adoptando como patrocinador principal a la marca de cerveza Miller, que lo acompañaría gran parte de su carrera. Ese año ganó las 500 millas de Indianápolis, recordada por haberse recuperado de un trompo completo luego de superar al líder Mario Andretti. Además ganó en Miami y subió dos veces más al podio, lo que le valió el cuarto puesto final.
En 1986 ganó en Meadowsland y en Cleveland y llegó segundo tres veces, de manera que quedó tercero en el campeonato. Luego de un mal comienzo de año, Sullivan se recuperó cosechando seis arribos entre los primeros cinco (mas ninguna victoria) en las nueve fechas finales que lo dejaron noveno.
Sullivan obtuvo cuatro victorias en 1988 en Portland, Michigan, Nazareth y Laguna Seca y dos segundos puestos, con lo cual conquistó el título fácilmente. Al año siguiente, consiguió victorias en Pocono y Road America y tres terceras posiciones, resultando séptimo en el campeonato. En 1990, su último año en Penske, ganó en Cleveland y Laguna Seca, obtuvo tres podios adicionales y quedó sexto.
Para 1991, Sullivan pasó al equipo Patrick de CART, donde sus mejores resultados fueron un cuarto y un quinto puesto, que lo dejaron 11º. Las dos temporadas siguientes las disputó para Galles, ganando en Long Beach y Detroit respectivamente y quedando 7º y 12º.
Sullivan se tomó un año sabático en 1994, participando esporádicamente en NASCAR Cup Series y el Deutsche Tourenwagen Meisterschaft. Además disputó las 24 Horas de Le Mans junto con Thierry Boutsen y Hans-Joachim Stuck por el equipo oficial Porsche con un Dauer 962 Le Mans, donde finalizó tercero. En 1995 disputó su última temporada en la CART, 
Sullivan fue actor invitado en un capítulo de la serie de televisión Miami Vice en 1986, donde actúa de piloto de automovilismo. Danny Sullivan's Indy Heat es un videojuego de carreras lanzado para varias plataformas en 1992.
Trabajó como comentarista en transmisiones automovilísticas de ABC/ESPN en 1994, 1996 y 1997. En la década de 2000, participó en el programa de la compañía Red Bull de búsqueda de pilotos estadounidenses que finalmente llevó a Scott Speed a Fórmula 1.

## Resultados

### Fórmula 1
(Clave) (negrita indica pole position) (cursiva indica vuelta rápida)

| Año  | Escudería             | 1      | 2     | 3       | 4       | 5     | 6      | 7       | 8       | 9      | 10     | 11      | 12      | 13      | 14      | 15    | Pos. | Puntos |
| ---- | --------------------- | ------ | ----- | ------- | ------- | ----- | ------ | ------- | ------- | ------ | ------ | ------- | ------- | ------- | ------- | ----- | ---- | ------ |
| 1983 | Benetton Tyrrell Team | BRA 11 | USW 8 | FRA Ret | SMR Ret | MON 5 | BEL 12 | DET Ret | CAN DSQ | GBR 14 | GER 12 | AUT Ret | NED Ret | ITA Ret | EUR Ret | RSA 7 | 17.º | 2      |